# Gilles Jobin

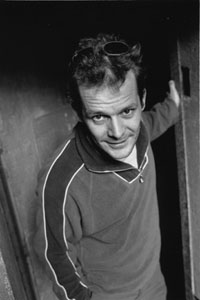
Gilles Jobin, 2000, Foto von Erling Mandelmann

Gilles Jobin (* 1964 in Morges) ist ein Schweizer Balletttänzer und Choreograf des zeitgenössischen Balletts.

## Biografie
Das Elternhaus von Gilles Jobin befand sich in Saignelégier im französischsprachigen Schweizer Jura. Sein Vater Arthur Jobin ist Maler der abstrakten Kunst.
Relativ spät durchlief Gilles Jobin eine Ausbildung im klassischen Tanz: Zunächst an der École supérieure de danse de Cannes Rosella Hightower und anschliessend beim Ballet Junior de Genève, das damals von Béatriz Consuelo geleitet wurde. Danach tanzte er in den Lausanner Ballettkompanien von Fabienne Berger und Philippe Saire sowie bei der katalanischen Choreografin Àngels Margarit.

## 1990–1999
1993 wurde er als Konrektor des Genfer Théâtre de l'Usine berufen. Dort lernte er die Tänzerin und Choreographin La Ribot kennen. Sie wurde seine Lebensgefährtin. 1995 zog das Paar nach Madrid. Dort schuf Jobin seine ersten eigenen Choreographien: Drei Soli mit den Titeln Bloody Mary (1995), Middle Suisse und Only You (1996). 1997 zogen Jobin und Ribot nach London um, fasziniert von der englischen Performancekunst und der Vitalität des Programms des Institute of Contemporary Arts. Er erhielt ein Förderstipendium der Stiftung Artsadmin und wurde Hauschoreograf des Lausanner Théâtre Arsenic. Dort gründete er seine Kompanie Parano Productions und entwickelte seine erste Gruppen-Choreographie, das Trio A+B=X. Es wurde 1997 am Théâtre Arsenic uraufgeführt, und 1999 trat er damit beim Festival Montpellier Danse auf. Der Dictionnaire de la danse bezeichnete ihn, aufgrund seiner radikalen Schaffenspraxis, als «Vorreiter einer neuen Generation unabhängiger Schweizer Choreografen».
1998 führte er sein Duo Macrocosm im Londoner Palace Theatre auf. Im selben Jahr entstand Blinded by Love mit dem englischen Performancekünstler Franko B und 1999 das Quintett Braindance, das am Théâtre de la Ville in Paris aufgeführt wurde. Es folgten Tourneen in Europa und Brasilien.

## 2000–2009
Das grosse Quintett The Moebius Strip von 2001 hat die stetige Bewegung als zentrales Thema; es konzentriert sich dabei radikal auf die Horizontale. Das Stück ist auch eine Hommage an seinen Vater, dessen Bildkompositionen geometrische Strenge mit flirrenden Farbkontrasten verbinden. Damit wandte sich Jobin von den Themen seiner früheren Werke ab, die sich mit Sexualität, Nacktheit und unterschwellig mit Gewalt und Krieg beschäftigten. 2002 schuf er das Septett Under Construction. Die Choreografie Two-Thousand-and-Three, die er 2003 für die 22 Tänzer der Kompanie des Grand Théâtre de Genève entwickelte, schloss die Trilogie «organisch organisierter Bewegung» (sic) ab, die bei der Kritik besonders positive Aufnahme fand. «Was bei Gilles Jobin verblüfft – und entzückt – ist seine Fähigkeit, sich in Gefahr zu begeben, indem er mit jeder neuen Produktion das zentrale Thema des Tanzes vertieft: den Körper des Interpreten. Sein persönlicher Stil (…) meidet die Fallgruben der Erzählung, indem er die Abstraktion in den Blickpunkt rückt.»
Für das Lissaboner Ballet Gulbenkian schuf er 2004 das Stück Delicado. Im selben Jahr zog er mit seiner Familie nach Genf; dort entstand 2005 das Sextett Steak House. Im folgenden Jahr wurde er assoziierter Künstler am Bonlieu-Theater in Annecy. Dort produzierte er 2006 Double Deux, 2008 Text to Speech. Mit diesem Stück bezog er die Thematik der modernen Technologie in seine Arbeit ein. Es folgten 2009 Black Swan.

## 2010–
2010 schuf Gilles Jobin in Zusammenarbeit mit den Tänzern des Centre de danse Donko Seko aus Bamako in Mali Le Chaînon Manquant – The Missing Link. Mit dem Werk Spider Galaxies im Jahr 2011 vertiefte er seine Arbeit im Bereich der Bewegung ohne jegliche erzählerische Struktur.
2012 erhielt er den Preis Collide@Cern und wurde residenter Choreograph am CERN. Seine Zeit am CERN schloss er 2012 mit einer öffentlichen Vorlesung über Tanz und Physik ab. Mit dem 2013 entstandenen und am CMS aufgeführten Stück QUANTUM blieb er dem CERN verbunden. Dieses Stück entstand in Zusammenarbeit mit dem deutschen Videokünstler Julius von Bismarck, Gewinner des Prix Ars Electronica, der amerikanischen Komponistin Carla Scaletti und dem belgischen Modeschöpfer Jean-Paul Lespagnard. Für ihre Arbeit an QUANTUM wurden Jobin und von Bismarck von der Stiftung Fondation d’entreprise Hermès unterstützt, und das Stück wurde in das Programm der Stiftung aufgenommen.
2015 schuf Gilles Jobin FORÇA FORTE mit der Startänzerin seines Ensembles, Susana Panadés Diaz. Dieses Duo lehnte sich erneut an die Gesetze der Quantenphysik an. Für FORÇA FORTE fing der Choreograf erstmals Bewegungen bei Artanim ein, einem Genfer Forschungszentrum, das Projekte in den Bereichen Orthopädie, Sportmedizin, 3D-Animation, VR und erweiterter Realität durchführt. Im selben Jahr drehte Jobin den 3D-Film WOMB, der im Herbst 2016 anlässlich der 22. Ausgabe des GIFF – Geneva International Film Festival präsentiert wurde. 2017 schuf Gilles Jobin in Zusammenarbeit mit Artanim die erste immersive VR-Show über zeitgenössisches Ballet. Mit Hilfe von VR-Brillen und einem Bordcomputer tauchen fünf Zuschauer zusammen in ein virtuelles Gelände ein, wo sie sich frei bewegen und untereinander austauschen können. VR_I erhielt den Grand Prix der Innovation für das innovierendste Werk im Bereich der neuen Plattformen am 46. Festival du Nouveau Cinéma in Montreal, wo das Werk als Weltpremiere im Monat Oktober 2017 vorgestellt wurde. Ebenfalls ausgezeichnet wurde VR_I mit dem Publikumspreis von  FNC EXPLORE Performances/Installations für dessen beste VR-Performance.

## Auszeichnungen
Gilles Jobin wurde für seine Arbeit mit zahlreichen Preisen ausgezeichnet. 2000 erhielt er den Prix jeune créateur, verliehen von der Stiftung Fondation vaudoise pour la promotion artistique. 2001 verlieh ihm die französische Société des auteurs et compositeurs dramatiques die Auszeichnung Nouveau Talent chorégraphique. 2004 erhielt er den Prix culturel Leenards 2015 erhielt er vom Schweizer Bundesamt für Kultur den Schweizer Grand Prix Tanz für seinen Beitrag zur Entwicklung des zeitgenössischen Tanzes.
Die Filme und Dokumentationen The Moebius Strip und Braindance, realisiert von Vincent Pluss, sowie Le Voyage de Moebius realisiert von Luc Peter, wurden auf zahlreichen internationalen Festivals gezeigt und mehrfach ausgezeichnet.

## Multimedien-Arbeiten
- 2017 : VR_I (Choreografisches Werk in immersiver Virtual Reality)

## Filme
- 2016 : WOMB (3D film)

## Wichtigste Choreografien
- 2016: FORÇA FORTE
- 2013: QUANTUM
- 2011: Spider Galaxies
- 2010: Le Chaînon manquant – The Missing Link
- 2009: Black Swan
- 2008: Text to Speech
- 2007: The Moebius Strip & Moebius Kids
- 2006: Double Deux
- 2005: Steak House
- 2004: Delicado für das Ballet Gulbenkian
- 2003: Two-Thousand-and-Three für das Ballet du Grand Théâtre de Genève
- 2002: Under Construction
- 2001: The Moebius Strip
- 1999: Macrocosm & Braindance
- 1997: A+B=X
- 1996: Middle Suisse & Only You
- 1995: Bloody Mary

## Französische Originalzitate
1. ↑  « chef de file d'une nouvelle génération de chorégraphes suisses indépendants ».
2. ↑  « mouvement organiquement organisé »
3. ↑  « Ce qui frappe – et ravit – chez Gilles Jobin, c'est sa capacité à se mettre en danger en approfondissant un peu plus la matière première de la danse, le corps de l'interprète, à chaque nouvelle production. Son sens de l'écriture (…) évite les pièges de la narration pour remettre l'abstraction en ligne de mire. »
4. ↑  artiste associé